# Gombito
Gombito (Gùmbet in dialetto cremasco) è un comune italiano di 613 abitanti della provincia di Cremona, in Lombardia.

## Storia

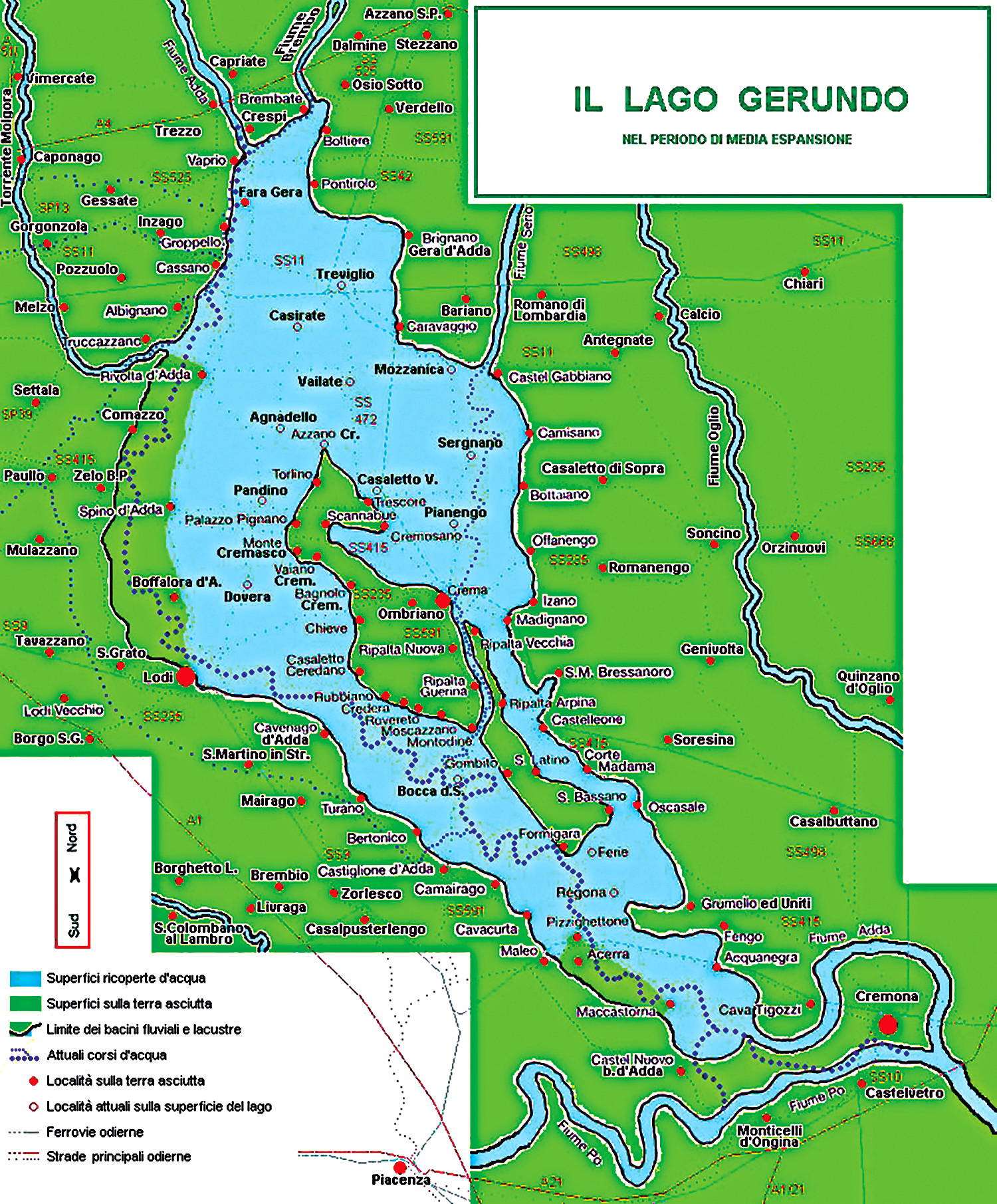
Anticamente il comune di Gombito sorgeva sulle sponde occidentali dell'Isola Fulcheria al centro del Lago Gerundo, specchio d'acqua oggi non più esistente.

Gombito è un centro abitato di antica origine che risale a prima del 1055, anno in cui il paese (ai tempi chiamato Gomedo) viene citato in un diploma del re Enrico III con il quale conferì l'Isola Fulcheria, prima proprietà del marchese Bonifacio, in perpetua donazione alla chiesa cremonese.
Nel 1420 Gombito fu concesso in feudo da Filippo Visconti a Cabrino Fondulo, quando questi fu nominato marchese di Castelleone.
Nel 1652 fu infeudato alla nobile famiglia dei Ponzone di Cremona.
Nel 1751 Gombito fu amministrato da un Consiglio Generale sotto il feudo del marchese Sigismondo Ala Ponzone, insignito del titolo di "Signore di Gombito". Il comune, che all'epoca contava 529 abitanti, era sottoposto alle giurisdizioni del podestà feudale (gli Ala Ponzone) che amministrava la giustizia e a quella del podestà di Cremona.
Nel 1796, con la soppressione di diritti feudali, termina l'ingerenza giuridica degli Ala Ponzone sul territorio.
Nel 1841 il comune di Gombito e il comune di Vinzasca furono accorpati.

### Simboli
Lo stemma e il gonfalone sono stati concessi con decreto del presidente della Repubblica del 25 agosto 1953. Le due fasce azzurre in campo rosso dello stemma rappresentano i fiumi Adda e Serio che attraversano il territorio comunale. Le tre spighe simboleggiano l'agricoltura e la coltivazione locale un tempo più diffusa. Il gonfalone è un drappo partito di rosso e di azzurro.

## Società

### Evoluzione demografica
Abitanti censiti

### Etnie e minoranze straniere
Al 31 dicembre 2020 i cittadini stranieri sono 31.

## Cultura

### Eventi
Come in molti paesi e città della provincia di Cremona e del Lodigiano, anche a Gombito vi è l'antica usanza di festeggiare i cosiddetti "giorni della merla" ovvero il 29, il 30 e il 31 di gennaio.

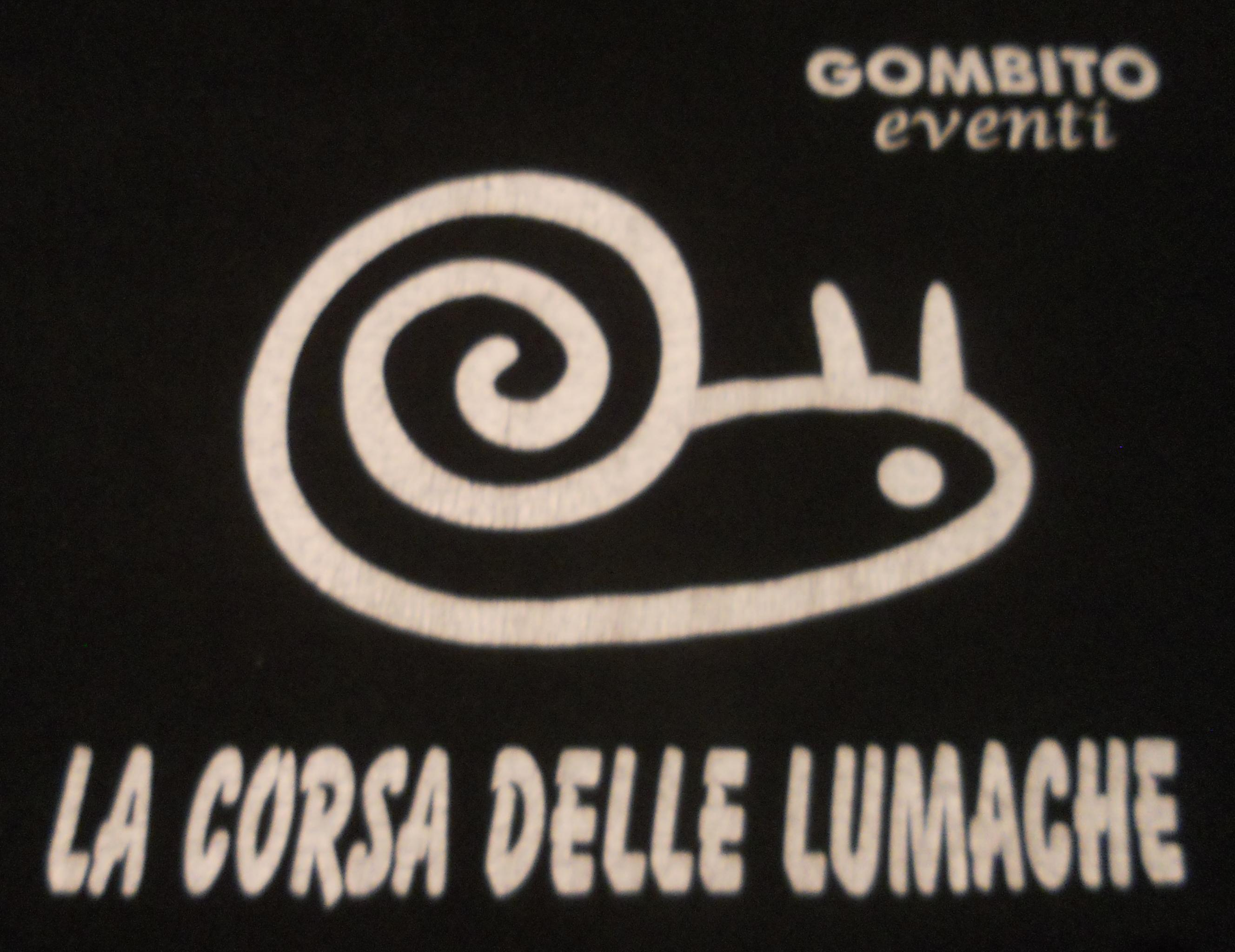
Logo della corsa.

Il comune di Gombito è da alcuni anni diventato popolare per l'annuale corsa delle lumache  che si tiene solitamente tra fine agosto e inizio settembre. L'evento attrae ogni anno centinaia di visitatori da tutta la Lombardia e non solo di cui ottanta gareggianti. La gara consiste nel far percorrere nel minor tempo possibile la distanza di un metro ad una chiocciola di proprietà del concorrente o fornita dalla giuria all'atto dell'iscrizione.